# Rue Émile-Richard
La rue Émile-Richard est une rue du 14e arrondissement de Paris, en France.

## Situation et accès

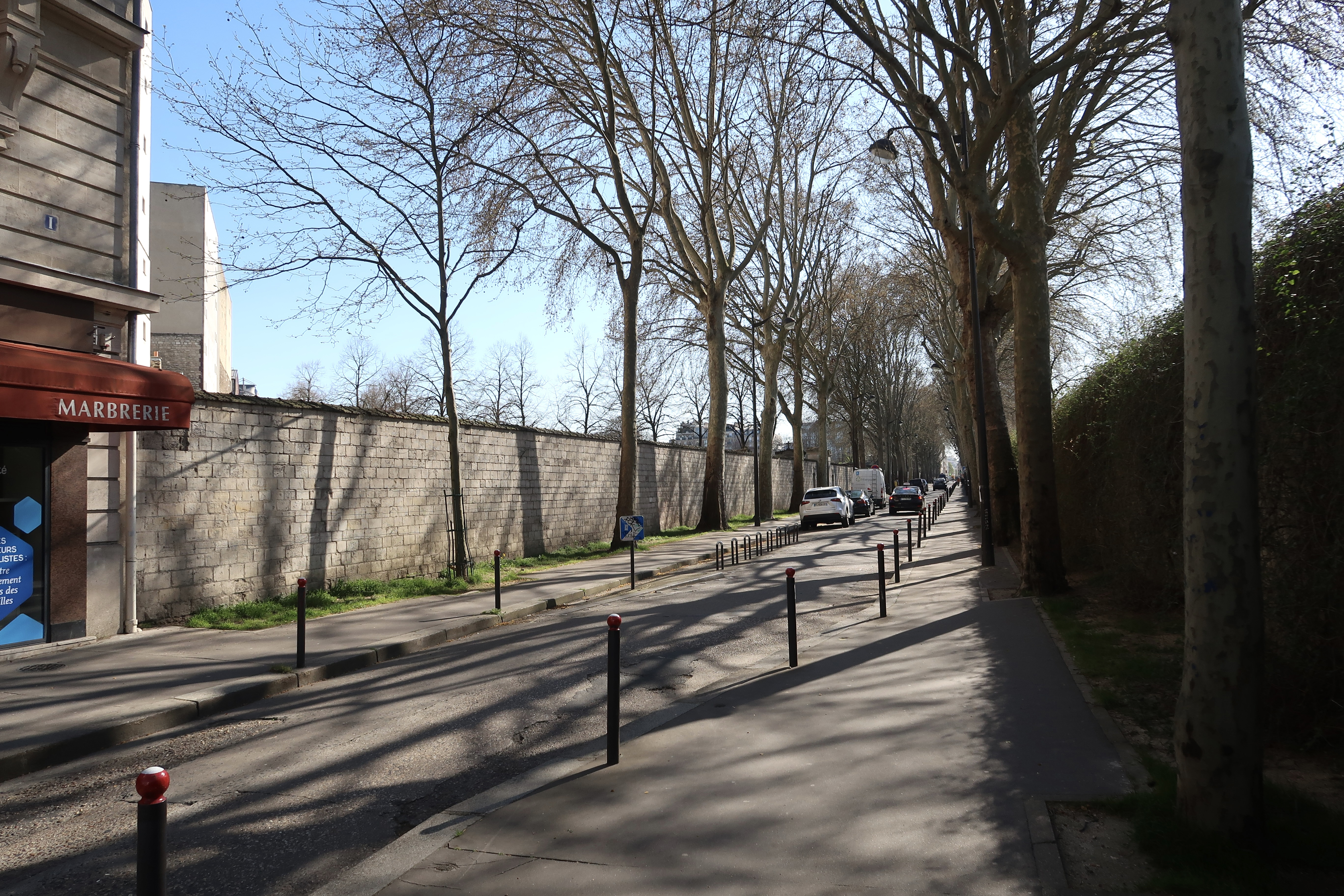
La rue Émile-Richard en 2021.

Reliant le boulevard Edgar-Quinet à la rue Froidevaux, longue de 382 m, elle coupe le cimetière du Montparnasse en deux parties distinctes. Plantée de platanes à intervalles réguliers, sa principale caractéristique est de ne posséder aucun numéro d'habitation malgré sa longueur : des deux côtés de la rue s'élèvent en effet les murs aveugles du cimetière, percés en quatre endroits par des ouvertures.
Cette particularité suscite une devinette — « Connaissez-vous la rue de Paris où personne n’habite ? » — permettant de tester les connaissances de quelqu'un sur Paris. L'écrivain François Taillandier relève, toutefois, en 2016, y avoir remarqué « des bouts de tentes, accrochés tant bien que mal aux murs du cimetière », comprenant « diverses installations ».

## Origine du nom
Elle porte le nom d'Émile Richard (1843-1890), homme politique qui fut président du conseil de Paris en 1890.

## Historique
Cette voie est percée au travers du cimetière du Montparnasse en 1890 sous le nom de « rue Émile-Richard ». En 1897, elle est renommée « rue Gassendi », nom porté par la rue qu'elle prolongeait. En 1905, la partie traversant le cimetière du Montparnasse redevient la « rue Émile-Richard ».
Au no 1 est installée une plaque en hommage aux Quatre sergents de La Rochelle.
Après travaux, la rue Émile-Richard est piétonnisée et végétalisée début 2025.

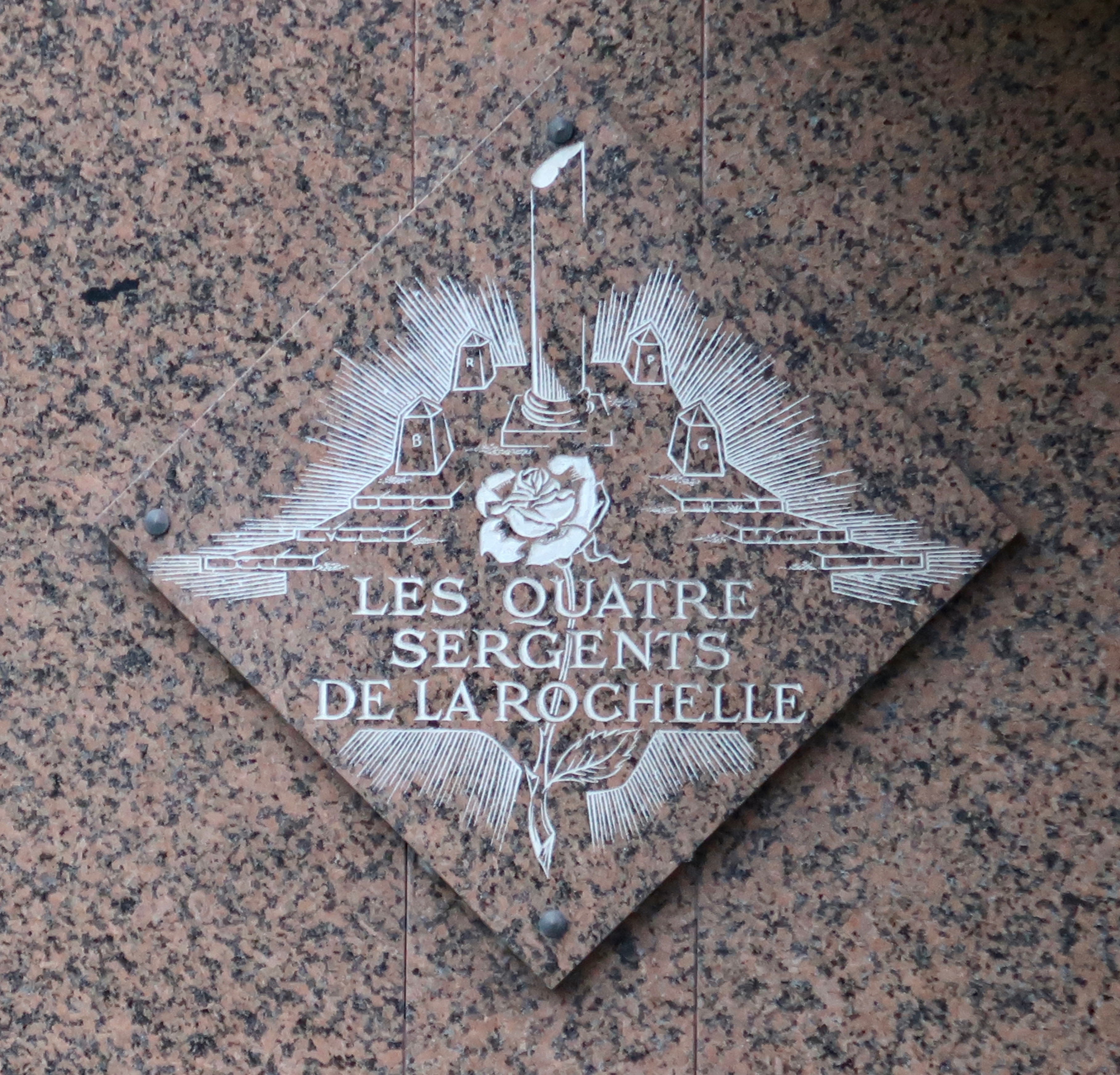
Plaque au no 1.
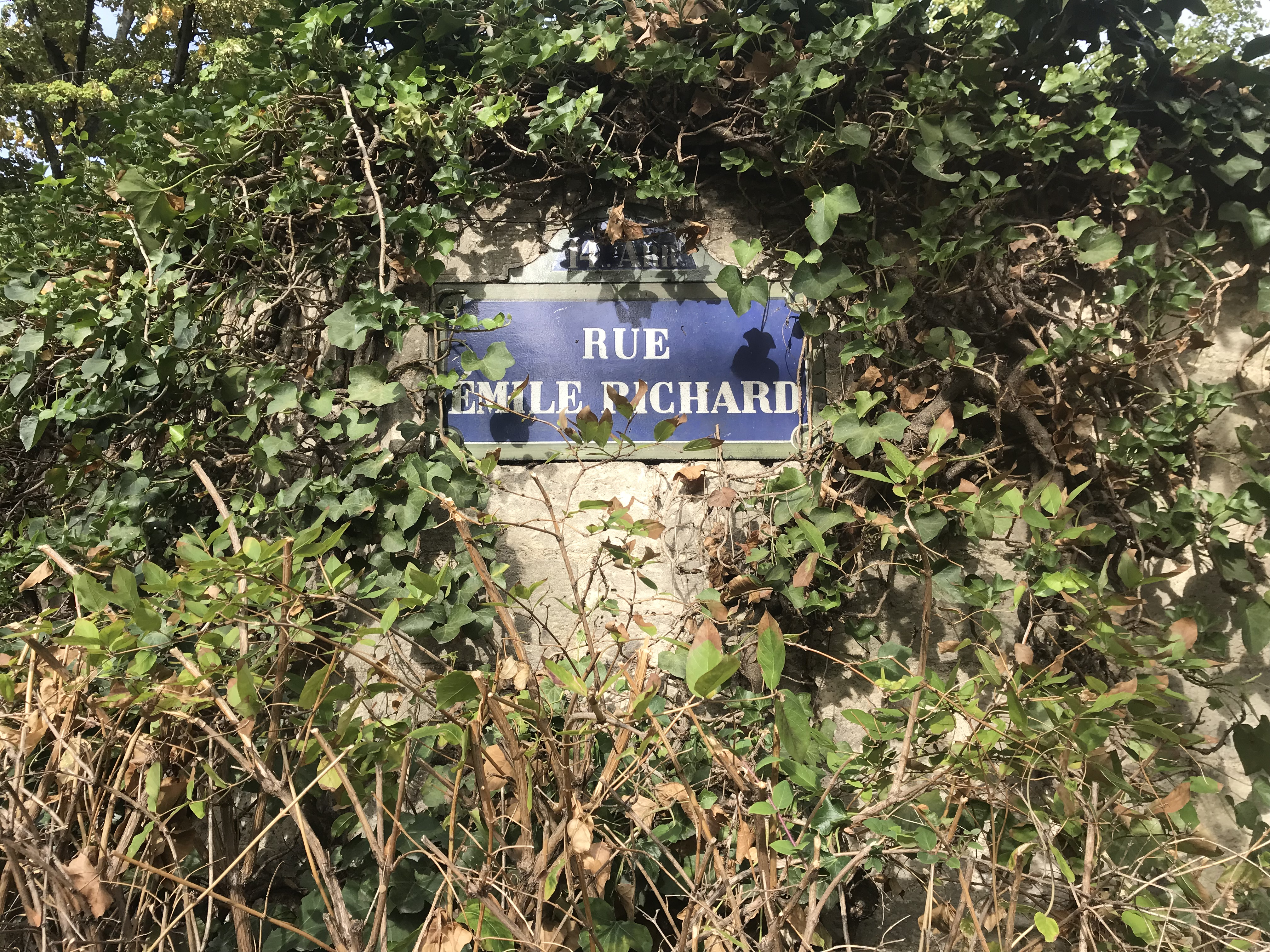
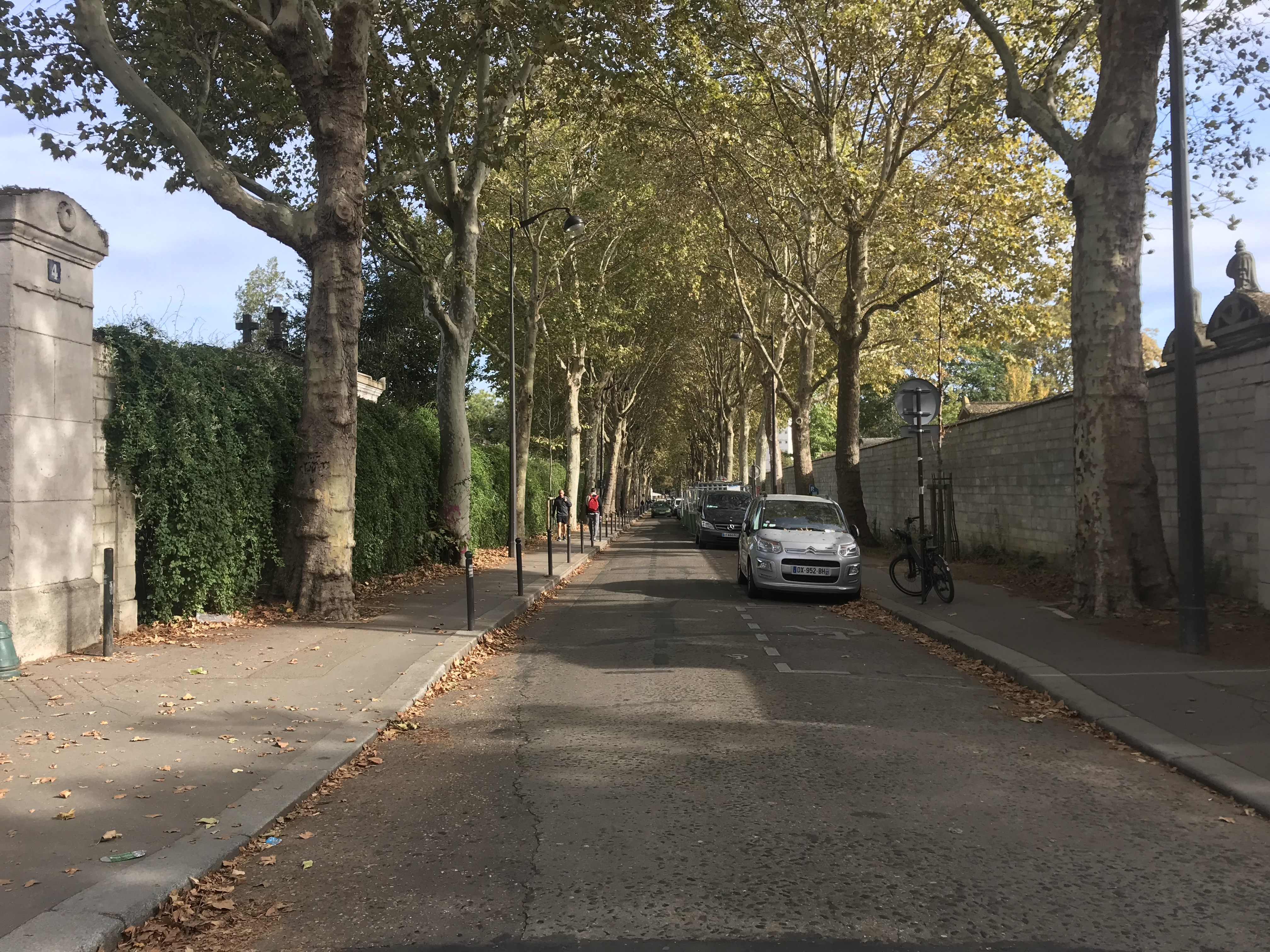
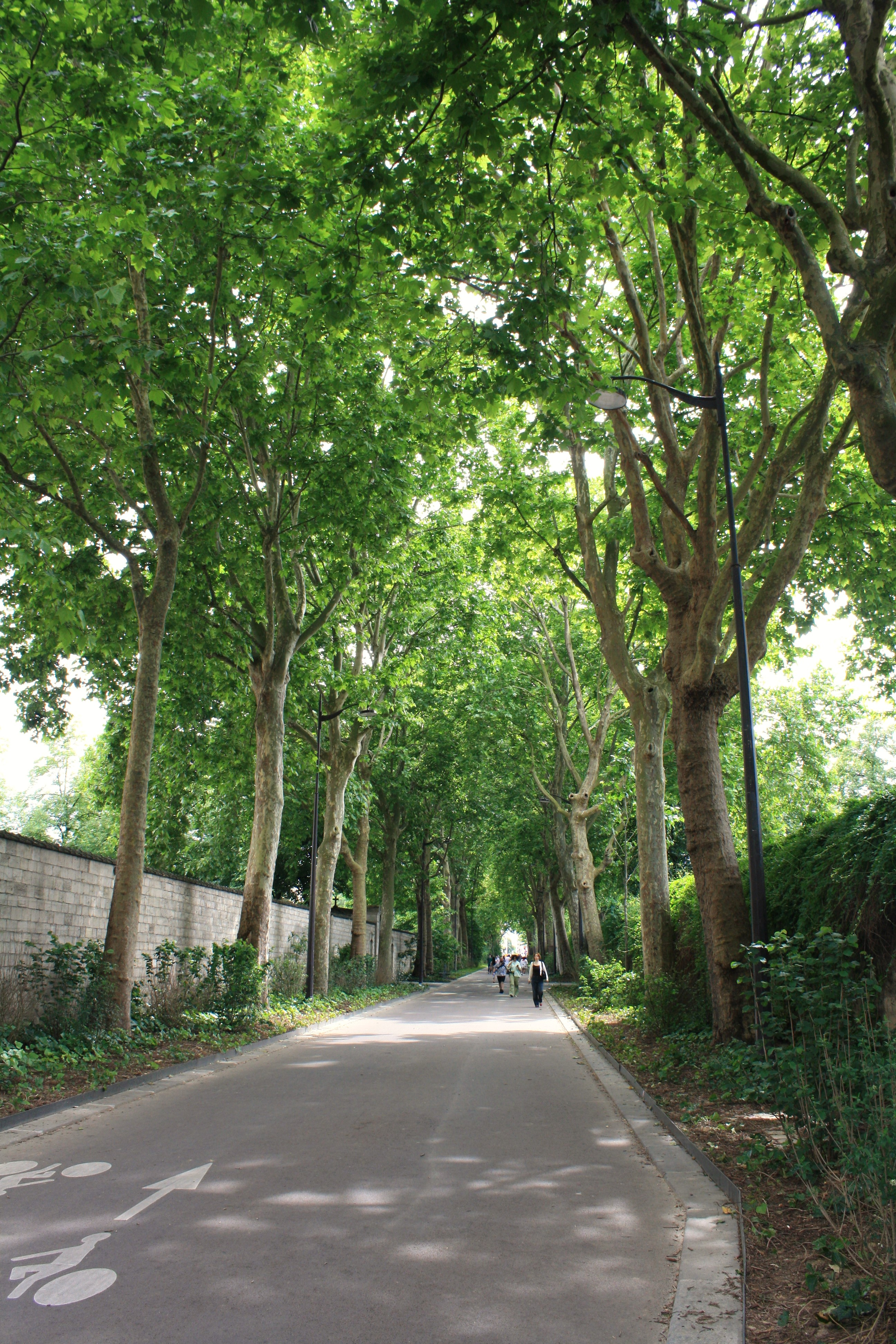
La rue après sa piétonisation en 2025.